# That’s Life! So ist das Leben
That's Life! So ist das Leben  ist eine US-amerikanische Filmkomödie von Blake Edwards aus dem Jahr 1986.

## Handlung
Kurz vor seinem 60. Geburtstag bekommt der reiche Architekt Harvey eine ausgewachsene Midlife Crisis. Er wird zum Hypochonder und geht damit seiner ganzen Familie auf die Nerven. Tochter Jenny erwartet ein Kind und Harvey stellt beim gemeinsamen Abendessen klar, dass sein Enkel ihn nicht Großvater oder dergleichen nennen soll. Dies führt zu einem handfesten Streit, den Mutter Gillian zu schlichten versucht. Die hat neben der Vorbereitung für die große Geburtstagsfeier am Wochenende auch eigene Sorgen. Ihr Gesundheitszustand war in letzter Zeit nicht besonders gut und eine Untersuchung soll Klarheit bringen. Um den allgemeinen Stress nicht noch zu vergrößern, verschweigt sie dies ihrer Familie.
Die jüngste Tochter Katie kommt ohne ihren Freund Steve zur Party, da sie sich kurz zuvor gestritten haben. Sie will zunächst nicht über ihr Problem reden, sondern blafft alle anderen im Haus nur an. Schließlich lässt sie sich doch von ihrer Mutter trösten.
Um etwas Ruhe zu finden, besucht Harvey nach langer Zeit wieder eine Kirche und beichtet; dabei stellt er fest, dass der Priester ein alter Schulkamerad ist. Der Pastor ist selbst nicht besonders bibelfest, sondern eher dem Alkohol zugetan. Auch sein Versuch, bei einer Wahrsagerin Klarheit über sein Leben zu finden, bringt Harvey nicht weiter.
Am Abend der großen Geburtstagsfeier erkennt Harvey schließlich, dass er sich immer auf seine Familie verlassen kann. Er akzeptiert die Tatsache, dass er älter wird, und kann sich auf die Geburt seines Enkels freuen. Auch Gillian wird von ihrer Anspannung auf das Ergebnis der Untersuchung erlöst und Katies Freund Steve taucht samt dem gemeinsamen Hund auf, um sich zu entschuldigen.

## Hintergrund
Die Dreharbeiten fanden in der Villa von Blake Edwards und Julie Andrews in Los Angeles statt. Der Film ist eine von Edwards’ „Familienproduktionen“, sowohl die Kinder von Andrews und Edwards als auch Ehefrau und Sohn von Jack Lemmon spielen tragende Rollen.
Der Film feierte am 26. September 1986 Premiere und spielte an den Kinokassen ca. vier Millionen Dollar ein.

## Auszeichnungen
Für ihren Song Life in a Looking Glass waren Henry Mancini und Leslie Bricusse 1987 für einen Oscar in der Kategorie Bester Song nominiert.
Julie Andrews war im selben Jahr als beste Hauptdarstellerin in einer Comedy oder einem Musical für einen Golden Globe Award nominiert.

## Kritiken
- „Der Film sei ein heiteres, nach innen gekehrtes Porträt eines alternden Mannes, der sein Leben analysiert.“[2]
- „Überspielte und bis zur Peinlichkeit mißlungene Komödie, in der man das frühere Talent des Regisseurs Blake Edwards vergeblich zu finden versucht.“[3]